# Mordo ty moja
Mordo ty moja – singel zespołu Grupa Operacyjna pochodzący i promujący album „Ostry dyżur. Mordo ty moja”. Odnosi się on do wyborów parlamentarnych w 2007 r., w których reklamach przedwyborczych PiS pojawiało się hasło – „Mordo ty moja”. Jest w nim mowa także o Dodzie, używając zamiast pseudonimu Doda – słowo Dioda. W październiku 2007 została również napisana jego druga część, wydana w reaktywacji płyty „Ostry dyżur” pod nazwą „Ostry dyżur. Mordo ty moja”. Do singla nakręcono teledysk, który wyśmiewa różne partie polityczne.